# 올림픽 마다가스카르 선수단
마다가스카르는 1964년에 처음으로 올림픽에 참가했으며 1976년과 1988년을 제외한 모든 경기에 선수들을 보냈다. 이 나라가 올림픽에 보낸 가장 큰 그룹은 2000년의 10명이었다. 메달을 획득한 적이 없다. 장-루이 라벨로마난초아(Jean-Louis Ravelomanantsoa)는 1968년 하계 올림픽 남자 100m 결승에 진출하여 8위를 했다.
마다가스카르는 2006년 처음으로 동계 올림픽에 출전했고 2018년까지 다시는 출전하지 않았다.

## 대회별 메달 집계
| 경기                  | 선수          | 금   | 은   | 동   | 합계 | 순위 |
| 1964년 도쿄           | 3             | 0    | 0    | 0    | 0    | -    |
| 1968년 멕시코시티     | 4             | 0    | 0    | 0    | 0    | -    |
| 1972년 뮌헨           | 3             | 0    | 0    | 0    | 0    | -    |
| 1976년 몬트리올       | 불참          | 불참 | 불참 | 불참 | 불참 | 불참 |
| 1980년 모스크바       | 6             | 0    | 0    | 0    | 0    | -    |
| 1984년 로스앤젤레스   | 2             | 0    | 0    | 0    | 0    | -    |
| 1988년 서울           | 불참          | 불참 | 불참 | 불참 | 불참 | 불참 |
| 1992년 바르셀로나     | 9             | 0    | 0    | 0    | 0    | -    |
| 1996년 애틀랜타       | 2             | 0    | 0    | 0    | 0    | -    |
| 2000년 시드니         | 10            | 0    | 0    | 0    | 0    | -    |
| 2004년 아테네         | 9             | 0    | 0    | 0    | 0    | -    |
| 2008년 베이징         | 6             | 0    | 0    | 0    | 0    | -    |
| 2012년 런던           | 7             | 0    | 0    | 0    | 0    | -    |
| 2016년 리우데자네이루 | 6             | 0    | 0    | 0    | 0    | -    |
| 2020년 도쿄           | 6             | 0    | 0    | 0    | 0    | -    |
| 2024년 파리           | 미래의 이벤트 |      |      |      |      |      |
| 2028년 로스앤젤레스   | 미래의 이벤트 |      |      |      |      |      |
| 2032년 브리즈번       | 미래의 이벤트 |      |      |      |      |      |
| 합계                  | 합계          | 0    | 0    | 0    | 0    | -    |

| 경기                         | 선수          | 금            | 은            | 동            | 합계          | 순위          |
| 2006년 토리노                | 1             | 0             | 0             | 0             | 0             | -             |
| 2010년 밴쿠버                | 불참          |               |               |               |               |               |
| 2014년 소치                  | 불참          |               |               |               |               |               |
| 2018년 평창                  | 1             | 0             | 0             | 0             | 0             | -             |
| 2022년 베이징                | 2             | 0             | 0             | 0             | 0             | -             |
| 2026년 밀라노-코르티나담페초 | 미래의 이벤트 | 미래의 이벤트 | 미래의 이벤트 | 미래의 이벤트 | 미래의 이벤트 | 미래의 이벤트 |
| 합계                         | 합계          | 0             | 0             | 0             | 0             | -             |

## 같이 보기
- 동계 올림픽에 참가한 열대 국가